# Pardomima distortana
Pardomima distortana là một loài bướm đêm trong họ Crambidae.